# Repel
Repel é uma comuna francesa na região administrativa de Grande Leste, no departamento de Vosges. Estende-se por uma área de 3,46 km². Em 2010 a comuna tinha 82 habitantes (densidade: 23,7 hab./km²).